# Spirostreptus maculatus
Spirostreptus maculatus är en mångfotingart som beskrevs av Karsch 1881. Spirostreptus maculatus ingår i släktet Spirostreptus och familjen Spirostreptidae. Utöver nominatformen finns också underarten S. m. daday.